# Museo Eugenio Teixeira Leal
Situato in un edificio del XIX secolo nel centro storico di Salvador de Bahia, il museo Eugenio Teixeira Leal è dedicato alla storia del Banco Economico (prima banca privata dell'America Latina).

## Collezione
Dipinti e arredi d'epoca sono da contorno alla vera esposizione primaria che riguarda la storia del denaro, che va dalle prime monete al mondo ad oggetti formati da monete, alle moderne carte di credito. Bacheche interattive ricostruiscono il conio delle monete e la loro trasformazione. Al primo piano ci sono collezioni di medaglie riguardanti la storia, la politica, l'economia, le religioni, tutte realizzate con materiali come l'oro, l'argento, il bronzo, lo smalto, il legno, la porcellana, l'alluminio, ecc. Una collezione con più di 6.000 oggetti che è un documento prezioso per la storia e la cultura del Brasile e del mondo. Inoltre, possiede la biblioteca Inocencio Calmon con il suo archivio storico, un cine-teatro, esposizioni di quadri e sculture di artisti internazionali, tra i quali gli italiani Giuliano Ottaviani, Antonella Scaglione e Flora Torrisi. Ospita inoltre esposizioni temporanee.